# Catherine Névin
 (mars 2013).
Si vous disposez d'ouvrages ou d'articles de référence ou si vous connaissez des sites web de qualité traitant du thème abordé ici, merci de compléter l'article en donnant les références utiles à sa vérifiabilité et en les liant à la section « Notes et références ».
Catherine Névin, née à Paris en 1955, est une artiste plasticienne française.

## Biographie
D’origines françaises mais aussi tchèques et yougoslaves[réf. souhaitée], elle grandit dans une famille modeste[réf. souhaitée]. Adolescente, elle crée et fabrique des bijoux ainsi que des centaines de poupées de chiffons pour se faire un peu d'argent. Après un passage en université vers une formation de professeur de dessin, son besoin de manipulation des matières la pousse vers un apprentissage de maquettisme en architecture et esthétique industrielle, puis est recrutée par des cabinets d'architecture.
Elle prépare en cours du soir les concours des écoles d'Art. Admise aux Arts Appliqués Olivier de Serres à Paris[source insuffisante], elle obtient son diplôme de Communication Visuelle, spécialité architecture éphémère. Recrutée par l'agence de design global Fitch and co [source insuffisante] elle apprend toutes les facettes de l'Identité Visuelle d'une marque, et travaille notamment pour Vuitton[réf. nécessaire].
À la naissance de sa fille, elle s'installe à son compte et créé un service de conseil en prescription qui s'adresse aussi bien aux entreprises, qu’aux architectes, décorateurs, et maîtres d'ouvrage. Sa volonté est de mettre en exergue l’extrême pouvoir communicant de la matière et de la couleur, en simplifiant le troisième vocabulaire de la création, la forme.
Son concept se matérialise en 1989 par la réalisation d'une grande installation, intitulée Matières à Idées, Idées en Matières[réf. nécessaire], regroupant trois cents pyramides de matières et expressions différentes, comptant de nombreux partenaires dont les maisons Yves Saint Laurent, Lanvin Monsieur, D.Portault, Pascal Morabito, Pechiney etc. Cette exposition est présentée au showroom Artemide[réf. nécessaire], faubourg Saint Honoré à Paris, puis à la Cité des Sciences par l’éditeur Industries et Techniques.
Partant de ses dessins ou même de ses gravures, elle crée ses premières sculptures en métal, en pierre et en bois. Ses sculptures, tels des totems modernes sont synonymes d'une libération[réf. nécessaire]. Dès lors, elle ne cesse de créer, recevant même la bénédiction de l'artiste César qui l'encourage par lettre, à poursuivre son art[réf. nécessaire]. Cherchant à symboliser les contradictions du monde, ses œuvres conjuguent courbes et droites, vides et pleins, parties lisses et rugueuses. Métaphoriquement, il s’agit de conjuguer, ainsi que la vie est faite, Rêve et Réalité, Devoir et Liberté[réf. nécessaire]. En cherchant à exprimer au mieux ces bipolarités, Catherine Névin fait de la porcelaine son médium de prédilection, matière très dure mais également d'une extrême fragilité. C'est après avoir vu un ballet qu'elle a la sensation d'avoir trouvé le matériau le plus approprié à son œuvre. « La vision du couple de danseurs, capables, au ralenti, de soulever mutuellement leurs corps, de se lover avec une extraordinaire légèreté, m'a révélé le désir de restituer par le travail de mes mains la grâce de l'apesanteur, la fermeté et la conjugaison des corps. Cette vision, et le besoin de donner vie aux Créatures de mes rêves, grâce à une matière aussi pure que la porcelaine, ne m'ont plus quittée depuis ».
Après Paris, Nantes, et Sète, s’installant à Nexon près de Limoges afin de perfectionner sa technique, elle se consacre alors exclusivement à son art. Repérée par la Maison Hermès, celle-ci lui commande une sculpture monumentale pour un de ses magasins à Hong Kong[réf. nécessaire]. Ses œuvres sont exposées par des galeries à Paris[réf. nécessaire]. Sa dernière exposition à la galerie Tokonoma reçoit le parrainage de  l’épouse de Monsieur Le Premier Ministre, Madame Brigitte Ayrault, qui, pour  la première fois, parraine un artiste.

## Expositions
2012
- Galerie Edifor, rue Guénégaud, Paris, France

2011
- Galerie Artes, rue F. Sauton, Paris, France
- Artémide, av. Daumesnil, Paris, France
- Sculpture pour Hermès, Hong Kong, Chine

2009
- Galerie Le Cadre Bleu, Sète, France
- Hôtel Royal‐Riviéra, « Bois Emois », Saint-Jean-Cap-Ferrat, France

2007
- Journée de la sculpture, Uzès (collectif), France

2006
- Musée de Robert Coudray, Lizio, France
- La Motte St Heray (collectif), France
- Manoir de Kerougas Morbihan (collectif), France

2005
- Le Croisic (collectif), France
- Exposition Bois émois, Nantes, France

2004
- Galerie Néo, Vannes, France

2003
- Château de Goulaine, Journée du Patrimoine, France
- Port Navallo, Morbihan, France
- Consulat de Grèce, Nantes, France

2002
- Journée des Métiers d’Art, Nantes, France

1997
- Port d’Antibes (collectif), France
- Issy les Moulineaux (collectif), France
- Atelier Référence, Paris, France

1995
- Mairie de Noiseau, Val‐de‐Marne, France

1991
- Galerie Technal, Toulouse, France

1990
- Cité des Sciences La Villette, Paris, France

1989
- Artémide, « Matières à Idées, Idées en Matières », Faubourg St Honoré, Paris, France